# 盖文斯莱本
盖文斯莱本是德国下萨克森州的一个市镇。总面积15.14平方公里，总人口658人，其中男性330人，女性328人（2011年12月31日），人口密度43人/平方公里。